# مقاطعة تشيستر (كارولينا الجنوبية)
مقاطعة تشيستر هي مقاطعة في كارولينا الجنوبية، تتبع كارولاينا الجنوبية، بلغ عدد سكانها 33٬140  نسمة، في 2010، عاصمتها تشيستر، تبلغ مساحتها 1٬518 كيلومتر مربع.

## الموقع
تشترك في الحدود مع:
- مقاطعة يورك
- مقاطعة فيرفيلد (كارولاينا الجنوبية)
- مقاطعة لانكستر
- مقاطعة يونيون.

## التقسيمات الإدارية
- تشيستر.

## أعلام
- ألبرت غلاتين براون
- جون أدير